# Herd-book limousin
Le herd-book limousin est une association créée en 1886 qui a pour mission d’organiser la sélection de la race bovine limousine et d’assurer sa promotion. Son siège est localisé au pôle de Lanaud en Haute-Vienne.

## Histoire
Le herd-book limousin créé en 1886, par l’initiative du professeur départemental d’agriculture Léon Reclus et de la société d’agriculture de Limoges, est l'aboutissement des efforts de sélection menés par quelques grand propriétaires limousins pour améliorer leur race. Louis Michel, préfet de l’époque, et l’inspecteur général de l’agriculture Henri de Lapparent prennent rapidement le relais, et obtiennent une aide substantielle du conseil général de la Haute-Vienne. Le 18 novembre 1886, les statuts du herd-book limousin sont déposés à la préfecture. La limousine devient alors la seconde race bovine française à avoir son herd-book, après la charolaise. Dès 1887, une commission examine des animaux en ferme en vue de les inscrire au livre généalogique s’ils correspondent aux critères de la race. Pour ce faire, la commission du herd-book doit s’appuyer sur des critères précis, gages de la pureté de la race. Les principaux critères retenus sont la robe des animaux, qui doit être unie et de couleur froment clair à froment vif, et les muqueuses qui doivent être roses et sans taches. Les commissaires étaient réputés pour leur sévérité, leur valant le surnom de « Naz négreis » (nez noirs) tant ils étaient inflexibles sur la présence de taches noires sur le nez. On reprocha également à la commission d’être trop attachée à l’aspect local de la race et de s’intéresser principalement aux animaux de Haute-Vienne. Tout cela contribue à restreindre le nombre d’animaux de la base de sélection : en 1914, 5 416 animaux y sont inscrits. La guerre stoppe les activités du herd-book, qui ne reprendront qu’en 1922. La base s’élargit alors un peu, atteignant 8 299 en 1925, mais reste centrée sur la Haute-Vienne où se trouvent des exploitations détenant des bêtes inscrites.

## Missions
La mission principale du herd-book limousin est de certifier la qualité des animaux de race pure. Cela passe notamment par l’attribution de qualifications. Il y a différents niveaux de qualification. Dans l’ordre croissant de qualité on a pour les femelles « Reproductrice Reconnue » et Reproductrice Recommandée » et pour les mâles « Reproducteur Espoir », « Reproducteur Jeune », « Reproducteur Reconnu » et « Reproducteur Recommandé ». Pour réaliser cette certification, une douzaine de pointeurs agréés se déplacent dans les élevages inscrits pour noter la morphologie des animaux. Le secrétariat administratif situé au pôle de Lanaud se charge ensuite de la certification. 
Les autres missions du herd-book sont de conseiller les éleveurs adhérents dans le choix de leurs reproducteurs, faire des prélèvements sur les animaux en vue d’établir un typage ADN, choisir les animaux destinés à la station de qualification de Lanaud, s’occuper de l’animation lors des concours. Par ailleurs le herd-book délivre à ses adhérents le pedigree (certificat généalogique) de leurs animaux, prouvant leur conformité aux standards de la race limousine et permettant leur exportation.